# 埼玉県道294号坂本寄居線
埼玉県道294号坂本寄居線（さいたまけんどう294ごう さかもとよりいせん）は、埼玉県秩父郡東秩父村の落合橋交差点から同県大里郡寄居町に至る都道府県道である。

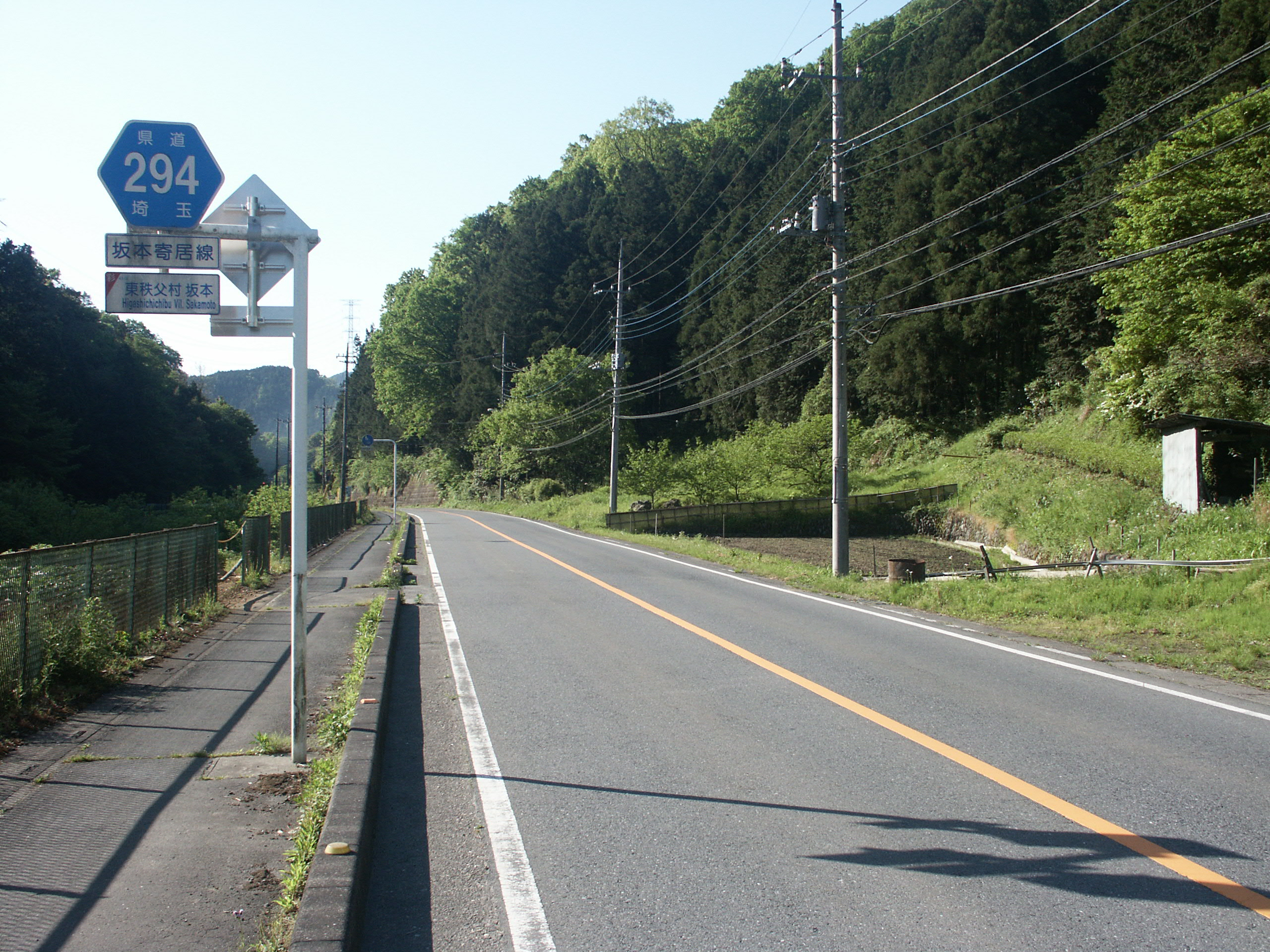
東秩父村坂本付近

## 路線概要
- 起点：埼玉県秩父郡東秩父村大字坂本落合橋交差点（埼玉県道11号熊谷小川秩父線交点）
- 終点：埼玉県大里郡寄居町（埼玉県道30号飯能寄居線交点）
- 総距離：7,747m

## 通過する自治体
- 埼玉県
  - 秩父郡東秩父村 - 大里郡寄居町

## 接続・交差する道路
- 埼玉県道11号熊谷小川秩父線
- 埼玉県道30号飯能寄居線

## 沿線
東秩父村
- 東秩父村ふるさと館

寄居町
- ゆずの木保育園
- ボッシュ寄居工場
- 寄居運動公園
- 増善寺
- 寄居町立折原小学校
- 埼玉県農業団体教育センター
- 鉢形城公園
- 鉢形城址